# Landschaftsschutzgebiet Vihorlat
Das Landschaftsschutzgebiet Vihorlat (slowakisch Chránená krajinná oblasť Vihorlat) ist ein Landschaftsschutzgebiet im Osten der Slowakei. Es bedeckt den zentralen und östlichen Teil des Vihorlat-Gebirges, das zu den Ostkarpaten gezählt wird. Das Gebiet ist zwischen den politischen Bezirken Košický kraj (Okresy Michalovce und Sobrance) und Prešovský kraj (Okresy Humenné und Snina) geteilt und bedeckt eine Fläche von 174,85 km². Teilweise überdeckt sich das Gebiet mit dem Militärgelände Valaškovce.
Der Sitz der Verwaltung befindet sich in Michalovce. Das Landschaftsschutzgebiet wurde im Jahre 1973 ausgerufen und das betreffende Gesetz im Jahre 1999 geändert.

## Geographie

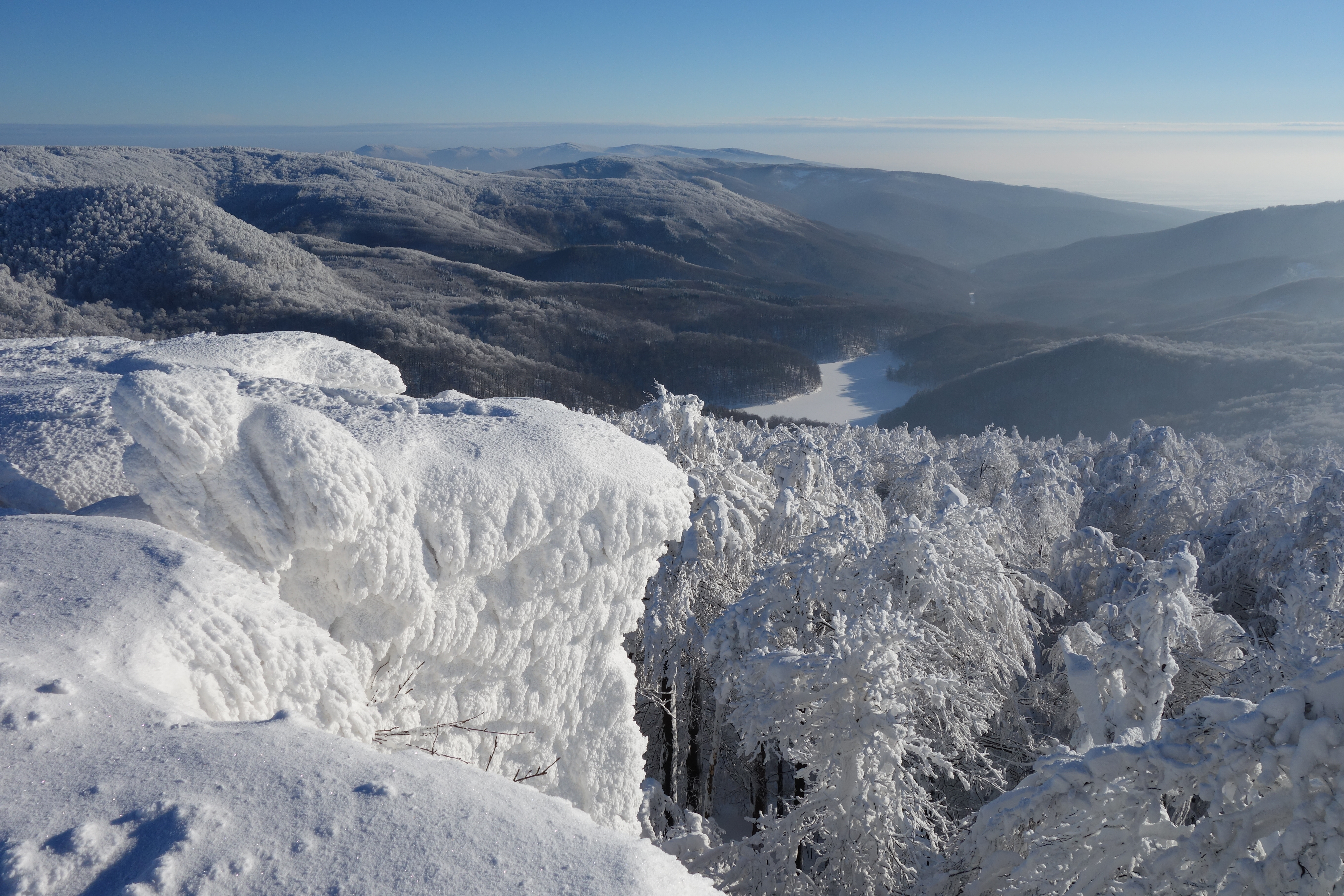
See Morské oko, vom Berg Sninský kameň aus gesehen

Das Vihorlat-Gebirge ist vulkanischen Ursprungs. Die Mehrheit des im CHKO liegenden Teils wird vom Vulkangestein geprägt, das während der vulkanischen Aktivität des späten Tertiärs entstand. Später entstanden verschiedene Felsenformationen wie jene am Gipfel des Sninský kameň (1006 m n.m.). Der höchste Berg ist der Vihorlat mit 1076 m n.m.
Das Gebiet gehört zum Einzugsgebiet des Laborec, eine größere Seefläche in der Nähe ist der Stausee Zemplínska šírava. Durch das Gebirge fließt der Fluss Okna, an dessen Oberlauf durch Erdrutsch des Vulkangesteins der See Morské oko („Seeauge“, etwa 620 m n.m.) entstand, zusammen mit dem wesentlich kleineren See Malé Morské oko. Noch höher gelegen ist der See Kotlík auf einer Höhe von 850 m n.m.

## Flora und Fauna
Das Gebiet ist dicht bewaldet und stellt einen Kontrast zum weitgehend entwaldeten Ostslowakischen Tiefland dar. Im Gebirge dominieren die Laubbäume, in tiefer gelegenen Lagen wachsen Eichen und Hainbuchen, weiter oben Buchen, an den felsigen Abhängen Ahorne und Eschen. Bedingt durch die Lage des Gebirges und seine klimatischen Eigenschaften wachsen hier westkarpatische, ostkarpatische und auch pannonische Pflanzenarten. An der Nordseite wachsen typische Gebirgspflanzen wie Karpaten-Soldanelle, während auf der Südseite mehr wärmeliebende Pflanzen vertreten sind. Zu den gesetzlich geschützten Pflanzen gehören Frühlingsknotenblume, Große Telekie oder Ostkarpaten-Eisenhut.
Der Einfluss des Ostslowakischen Tieflands und der Ostkarpaten ist auch in der Tierwelt spürbar. Bis heute sind mehr als 2.000 Arten der Wirbellosen bekannt. Einige typische Wirbeltiere sind der Karpatenmolch, Bergmolch, Äskulapnatter sowie fast 100 Arten der nistenden Vögel, z. B. Schwarzstorch, Wespenbussard, Schreiadler oder Schlangenadler. Auch Raubtiere wie der Wolf, Luchs, Fischotter und Wildkatze sind in den Wäldern anwesend.

## Besonderer Naturschutz

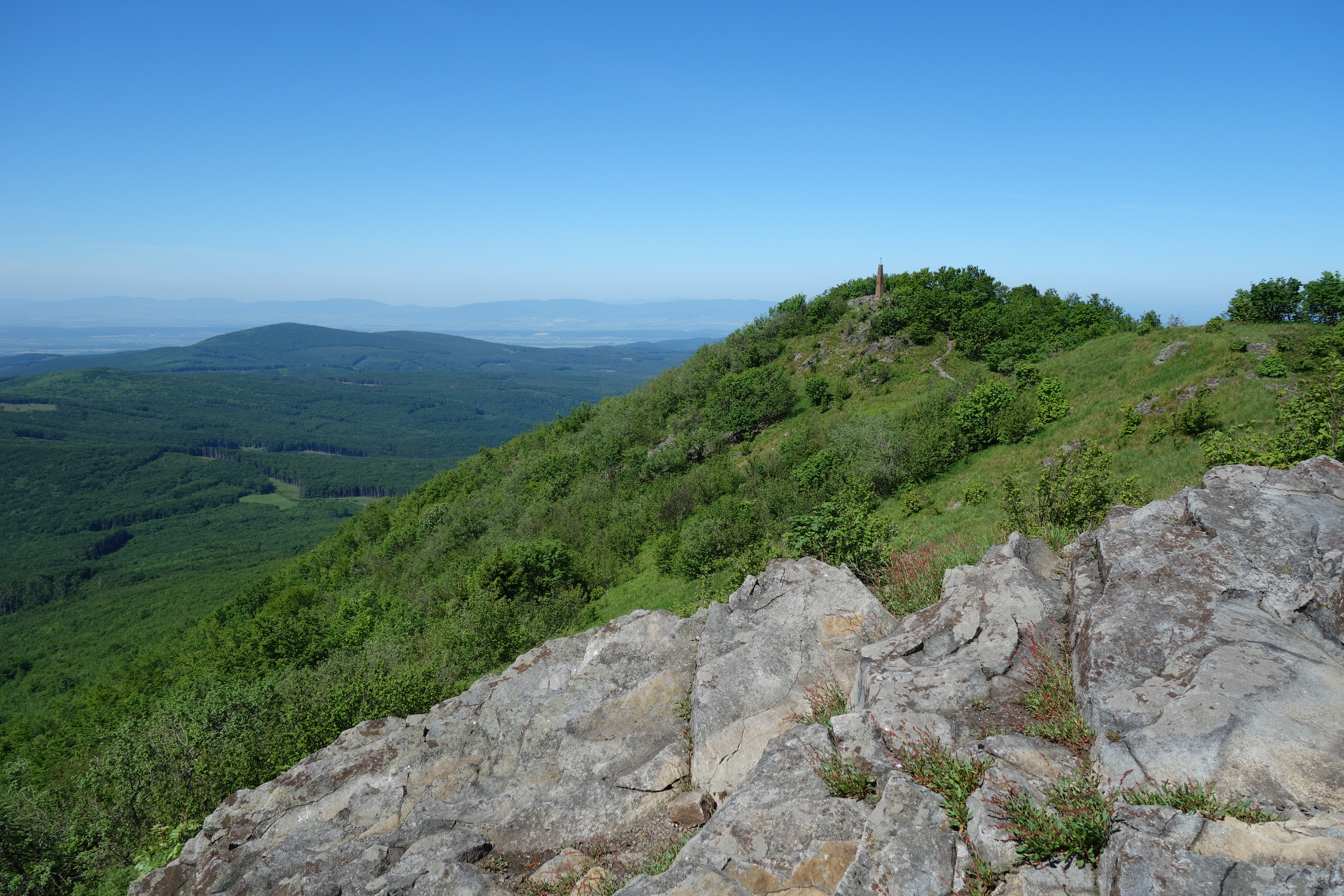
Andesitbalken am Berg Vihorlat

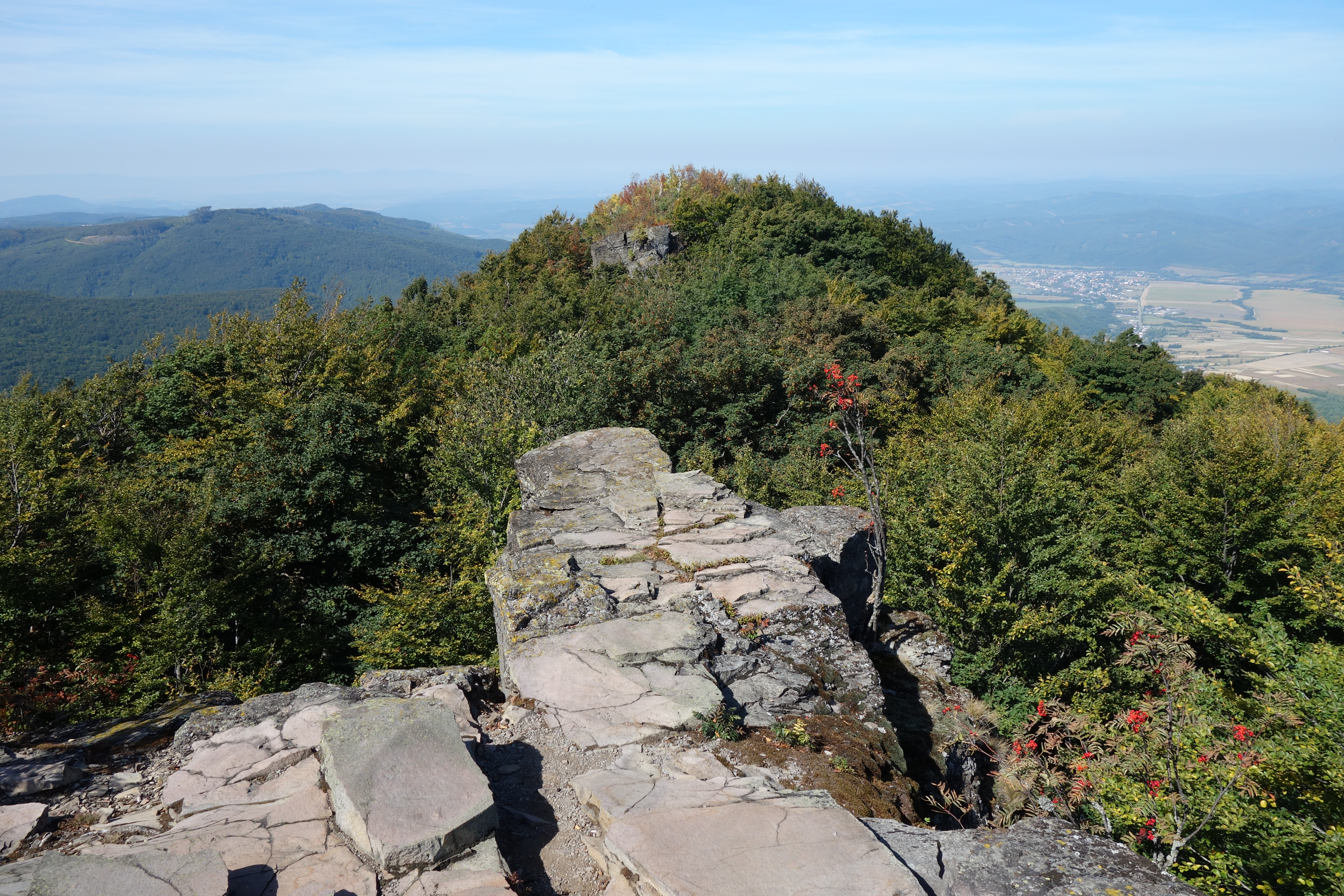
Andesitbalken am Berg Sninský kameň

- Národné prírodné rezervácie (NPR, Nationale Naturreservate)

Jovsianska hrabina (257,58 ha, seit 1953)
- Prírodné pamiatky (PP, Naturdenkmale)

Čierny potok (2,76 ha, seit 1988)
- Prírodné rezervácie (PR, Naturreservate)

Drieň (11,25 ha, 1993)
Ďurova mláka (2,13 ha, 1980)
Lysá (3,95 ha, 1993)
Lysák (4,44 ha, 1993)
Machnatý vrch (4 ha, 1988)
Quelle:
Mit der Gründung des 2406,7 ha großen Naturreservats Vihorlatský prales (Teil der UNESCO-Welterbestätte „Alte Buchenwälder und Buchenurwälder der Karpaten und anderer Regionen Europas“) am 15. September 2020 wurden folgende kleinräumige Naturschutzgebiete aufgelöst: Nationale Naturreservate Vihorlat (50,89 ha, 1986), Motrogon (60,63 ha, 1980), Postávka (25,91 ha, 1980) und Morské oko (108,48 ha, 1984), Naturreservate Jedlinka (34,56 ha, 1988), Baba pod Vihorlatom (43,13 ha, seit 1999) und Pod Tŕstim (8,44 ha, 1993) sowie Naturdenkmale Malé Morské oko (2,07 ha, 1993) und Sninský kameň (5,59 ha, 1982).